# Anastasia Kulikova
Anastasia Kulikova, Anastasija Andriejewna Kulikowa (ros. Анастасия Андреевна Куликова; ur. 15 lutego 2000) – fińska tenisistka, do 2018 roku grająca dla Rosji, reprezentantka Finlandii w Pucharze Billie Jean King.

## Kariera tenisowa
W karierze wygrała dziewięć turniejów singlowych i dwa deblowe rangi ITF. 13 czerwca 2022 zajmowała najwyższe miejsce w rankingu singlowym WTA Tour – 179. pozycję, natomiast 9 sierpnia 2021 osiągnęła najwyższą lokatę w deblu – 581. miejsce.
W 2019 roku po raz pierwszy reprezentowała Finlandię w zmaganiach o Puchar Federacji.

## Wygrane turnieje rangi ITF
| turnieje z pulą nagród 100 000 $ |
| turnieje z pulą nagród 80 000 $  |
| turnieje z pulą nagród 60 000 $  |
| turnieje z pulą nagród 25 000 $  |
| turnieje z pulą nagród 15 000 $  |

### Gra pojedyncza
|    | Data       | Turniej     | Naw.          | Przeciwniczka         | Wynik            |
| 1. | 28/10/2018 | Sztokholm   | Twarda (hala) | Tiffany William       | 7:5, 6:3         |
| 2. | 04/11/2018 | Sztokholm   | Twarda (hala) | Jacqueline Cabaj Awad | 6:7(5), 6:2, 6:4 |
| 3. | 28/07/2019 | Tampere     | Twarda (hala) | Victoria Kalaitzis    | 6:4, 6:7(2), 6:3 |
| 4. | 04/08/2019 | Savitaipale | Ceglana       | Jekatierina Kazionowa | 4:6, 7:6(3), 6:2 |
| 5. | 03/11/2019 | Sztokholm   | Twarda (hala) | Elena Malõgina        | 7:5, 6:3         |
| 6. | 08/12/2019 | Monastyr    | Twarda        | Yuriko Miyazaki       | 7:6(6), 6:4      |
| 7. | 28/03/2021 | Monastyr    | Twarda        | Suzan Lamens          | 6:4, 2:6, 6:3    |
| 8. | 08/05/2022 | Split       | Ceglana       | Yūki Naitō            | 7:6(4), 6:1      |
| 9. | 29/10/2023 | Stambuł     | Twarda        | Martyna Kubka         | 6:4, 3:6, 6:1    |

### Gra podwójna
|    | Data       | Turniej   | Naw.          | Partnerka      | Przeciwniczki              | Wynik          |
| 1. | 28/10/2017 | Sztokholm | Twarda (hala) | Elena Malõgina | Malene Helgø Fanny Östlund | 6:2, 7:5       |
| 2. | 21/07/2019 | Parnawa   | Ceglana       | Elena Malõgina | Saara Orav Katriin Saar    | 6:3, 2:6, 10–5 |